# Педагогіка єзуїтів

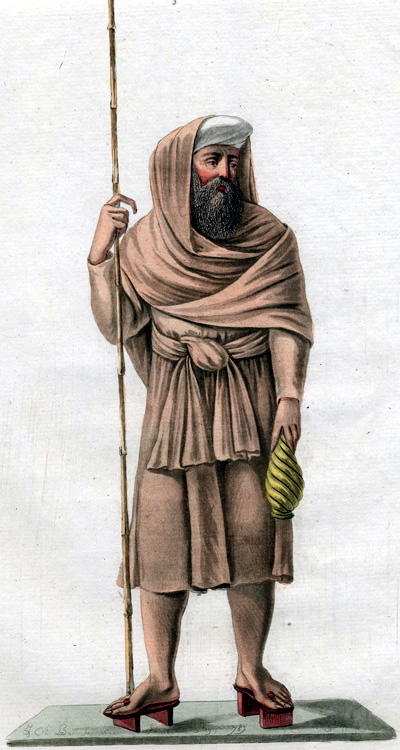
Єзуїт — місіонер, 1779.

Педагогіка єзуїтів — освітня система, розроблена педагогами католицького ордену єзуїтів. Педагогіка єзуїтів побудована на прагматичних засадах, метою якої було створення мережі навчальних закладів, у яких здійснювалося виховання і навчання юнаків з привілейованих соціальних верств у католицькому дусі.

## Система освітніх установ

### Єзуїтські колегії
Єзуїтські колегії (коледжі) — середня освітня установа. Перші коллежи єзуїтів були відкриті в європейських столицях: Відні (1551), Римі (1552), Парижі (1561).
Весь курс навчання в єзуїтських колегіях становив 5 років, протягом яких вихованці опановували програму коледжу. У програму коледжу входили латинська і грецька мови, антична література, катехізм латинською мовою, елементи історії, географії, математики, природознавства.
Колегії складалися з двох відділень молодшого і старшого.
- Молодше відділення складалося у свою чергу з класів: граматичного (молодший, середній, старший класи), гуманітарного та риторичного (2 роки навчання) профілю.

Зміст навчання — «Сім вільних мистецтв»:
Граматичний клас: граматика, риторика, діалектика + богослов'я.
Гуманітарний риторичний клас: арифметика, геометрія, астрономія, теорія музики + «ерудиція»: закладено початок географії, історії, археології, природознавства.
- Старше відділення вищого типу полягало у трирічній підготовці артистичного (підготовчого) факультету університету.

### Семінарії
Семінарії — освітня установа вищого рівня (колегії вищого типу).

### Академії
Академія — освітня установа вищого рівня, спрямована на підготовку: теологів, церковних юристів, викладачів (тільки випускників колегій).
Освіта вчителів:
- 2 роки — удосконалення отриманих знань і навичок, спеціальна перевірка в ході новіціату;
- 3 роки — вивчення філософії;
- 2 роки — педагогічна практика під керівництвом досвідчених наставників, ведення педагогічного щоденника;
- 4 роки — вивчення теології, вдосконалення світських наук.

Вся організація і діяльність навчальних закладів регламентувалося Статутом 1599 року. Зміни були внесені лише в 1832 році. До початку XVIII століття налічувалося близько 800 єзуїтських навчальних закладів, у тому числі 20 університетів.

## Побудова навчання
Єзуїтське навчання було організовано наступним чином:
- Класно-урочна система навчання при жорсткій централізації та регламентації шкільної справи, в тому числі діяльності учнів і вчителів (аж до інтонацій, жестів, міміки і освітленості класів).
- Вправи і регулярні повторення, навчання — від легкого до важкого. Навчальний день починався з повторення попереднього уроку. Точно так само навчальний тиждень починався з повторення матеріалу попереднього тижня. Новий навчальний рік розпочинався оглядом вивченого в попередньому році. Початок занять в «класах риторики» починався з коротким повторенням матеріалу «граматичних класів». Девізом служило гасло: «Важливіше ґрунтовність, ніж обсяг знання».
- Щомісячні конкурси творів.
- Міцність знань як спосіб усунення сумнівів і дисциплінованості розуму.

Відпрацьована методика лекцій побудована на усній послідовності викладу матеріалу в кілька прийомів:
1. повний виклад; 2. аналіз змісту лекцій по частинах; 3. додаток історичними та іншими довідками; 4. стилістичний аналіз першоджерел.
- Комфортність колегій: приміщення просторі, зручні, чисті і добре обладнані.
- Принцип здорового способу життя: збалансоване харчування, регулярний відпочинок, фізичний розвиток вихованців (заняття гімнастикою, верховою їздою, плаванням, фехтуванням).
- Заняття не більше 5 годин на добу, обов'язкові поїздки, прогулянки, екскурсії. Навчальний рік був коротким — 180 днів — і переривався частими канікулами.

## Виховна система
Прагнучи виховати відданих послідовників католицької церкви — "Христових воїнів, здатних протистояти ідеям протестантизму, єзуїти для своїх навчальних закладів розробили чіткі правила освітньо-виховної діяльності, детально викладені в розробленому «Шкільному статуті». Цей документ, прийнятий ще в 1599 році, зберігав свою силу аж до 1832 року. У XVII — XVIII ст. єзуїти мали репутацію блискучих педагогів і викладачів.

### Принципи виховання
Виховання спрямоване на розвиток індивідуальних здібностей, честолюбства, духу суперництва.
Методи стимулювання:
- групове та індивідуальне суперництво;
- регулярне виділення кращих і відстаючих;
- щорічне урочисте проведення іспитів, що супроводжується диспутами, декламаціями, театральними виставами, церемоніями нагородження кращих; змаганнями окремих учнів, команд всередині класів, класів всередині колегій;
- створення магістрату серед кращих учнів з присудженням почесних звань, організація «академій» (прообразів шкільних гуртків);
- система заохочень: почесні звання, почесні місця в класі, занесення на дошку пошани;
- система покарань: лави ганьби, ковпак з ослячими вухами, прізвиська;
- фізичні покарання допускаються за проступки проти релігії, виконувалися світськими особами («коректорами»).
- Важливе місце відводилося світському вихованню: правилами поведінки за столом, вмінню вести невимушену бесіду, бути галантним в будь-яких обставинах, підтримувати розмову на будь-яку тему, завойовувати довіру співрозмовника.

Основа єзуїтського виховання — підпорядкування особистої волі і нахилів вихованців інтересам католицької церкви і нормам християнської етики.
Досягалося перш за все жорстокою всебічною регламентацією виховного та навчального процесів, впровадженням взаємного нагляду всередині класу і школи, призначенням преторів або цензорів, наглядавшими за поведінкою в класах, взаємними розбираннями поведінки на зборах, система доносів.
Серед вихованців єзуїтів було чимало великих учених, письменників, філософів, політиків (Ж. Боссюе, Р. Декарт, П. Корнель, Ж.-Б. Мольєр та ін). Правда, пізніше деякі з них відреклися від своїх вчителів. Вольтер, наприклад, писав: «Батьки навчили мене лише трохи латини і дурниць».  Р. Лейбніц: «Єзуїти в справі виховання залишилися нижче посередності».